# Джей-поп
Джей-поп (/ʤeɪ pɔp/, джей-поп – буквата „J“ е съкращение за „японски“) е термин, датиращ от края на 80-те години на XX век (произнесен по радиостанцията J-WAVE.), който се отнася до японската поп музика, вдъхновена от западната поп- и рок музика. Терминът джей-поп се появява през 1988 г. на срещата, която Хидео Сайто, административен директор на радиостанцията J-WAVE, провежда с представители на японски звукозаписни компании.
Японските музикални магазини обикновено делят музика на четири рафта: джей-поп, енка (традиционна японска балада), класика и западната поп музика.

## Известни джей-поп групи и музиканти
- AKB48
- Berryz Kobo
- Buono!
- Capsule
- Cute
- Candies
- Kalafina
- Momoiro Clover Z
- Morning Musume
- Perfume
- S/mileage